# Distretto di Betafo
Il distretto di Betafo è un distretto del Madagascar situato nella regione di Vakinankaratra. Ha per capoluogo la città di Betafo.
La popolazione è pari a 241 369 abitanti (censimento 2011)